# Sanremo-Festival 2021
Die 71. Ausgabe des Festival della Canzone Italiana di Sanremo fand 2021 vom 2. bis zum 6. März im Teatro Ariston in Sanremo statt und wurde von Amadeus moderiert.
Den Wettbewerb gewann die Band Måneskin mit dem Lied Zitti e buoni.

## Organisation

### Allgemein
Das Festival wurde vom öffentlich-rechtlichen Rundfunk Italiens Rai organisiert. Amadeus moderierte das Festival zum zweiten Mal in Folge und war gleichzeitig auch wieder künstlerischer Leiter (direttore artistico) der Veranstaltung. Fester Gast an seiner Seite war, ebenfalls wie im Vorjahr, der Entertainer Fiorello. Für die musikalische Leitung (direzione musicale) war Leonardo De Amicis verantwortlich, die Bühnenausstattung stammte von Gaetano und Maria Chiara Castelli und Regie führte Stefano Vicario. Weitere feste Gäste waren der Rapper Achille Lauro und der Fußballer Zlatan Ibrahimović. An jedem Abend traten wie im Vorjahr verschiedene Komoderatorinnen in Erscheinung.
Aufgrund der COVID-19-Pandemie und damit zusammenhängender Einschränkungen fand die gesamte Veranstaltung ohne Publikum statt. Außerdem wurde jegliches Begleitprogramm vor Ort abgesagt.

### Pressejury
Als Pressejury (Giuria della Sala Stampa, Tv, Radio e Web) wird die aus akkreditierten Journalisten zusammengesetzte Jury bezeichnet, deren Abstimmung am vierten Abend 100 % (Hauptkategorie) bzw. 33 % (Newcomer-Kategorie) und am fünften Abend 33 % der Wertung ausmachte.

### Demoskopische Jury
Die demoskopische Jury (giuria demoscopica) stellt eine Stichprobe aus 300 zufällig ausgewählten Musikkonsumenten dar, die von zuhause aus über ein elektronisches System abstimmen. Sie stimmte am ersten, zweiten (je 100 % der Wertung), vierten (33 % der Newcomer-Wertung) und fünften Abend (33 % in der Endrunde) ab.

### Vorentscheidung zum Eurovision Song Contest
Wie üblich erhielt der Sieger des Sanremo-Festivals die Möglichkeit, für Italien am Eurovision Song Contest 2021 in Rotterdam teilzunehmen. Alle Teilnehmer mussten im Vorfeld angeben, ob sie diese Möglichkeit nutzen wollen. Sollte der Sieger die Teilnahme abgelehnt haben, wählt die Rai stattdessen einen anderen Teilnehmer aus der Hauptkategorie aus, der zuvor bestätigte, beim ESC antreten zu wollen.

## Teilnehmende Beiträge

### KategorieCampioni
Die 26 Teilnehmer gab Amadeus am 17. Dezember 2020 im Rahmen des Finales von Sanremo Giovani 2020 bekannt.
| Platzierung | Interpret                                   | Lied                        | Autoren |
| ----------- | ------------------------------------------- | --------------------------- | --- |
| 1           | Måneskin                                    | Zitti e buoni               | Damiano David, Ethan Torchio, Thomas Raggi, Victoria De Angelis                                                       |
| 2           | Francesca Michielin & Fedez                 | Chiamami per nome           | Fedez, Francesca Michielin, Jacopo Matteo Luca D’Amico, Davide Simonetta, Alessandro Raina, Mahmood                   |
| 3           | Ermal Meta                                  | Un milione di cose da dirti | Ermal Meta, Roberto Cardelli                                                                                          |
| 4           | Colapesce & Dimartino                       | Musica leggerissima         | Colapesce, Antonio Di Martino                                                                                         |
| 5           | Irama                                       | La genesi del tuo colore    | Irama, Dario Faini, Giulio Nenna                                                                                      |
| 6           | Willie Peyote                               | Mai dire mai (La Locura)    | Willie Peyote, Daniel Bestonzo, Carlo Cavalieri D’Oro, Giuseppe Petrelli                                              |
| 7           | Annalisa                                    | Dieci                       | Annalisa, Davide Simonetta, Paolo Antonacci, Jacopo Matteo Luca D’Amico                                               |
| 8           | Madame                                      | Voce                        | Madame, Dario Faini, Estremo                                                                                          |
| 9           | Orietta Berti                               | Quando ti sei innamorato    | Francesco Boccia, Ciro Tommy Esposito, Marco Rettani                                                                  |
| 10          | Arisa                                       | Potevi fare di più          | Gigi D’Alessio |
| 11          | La Rappresentante di Lista                  | Amare                       | Veronica Lucchesi, Dario Mangiaracina, Dario Faini, Roberto Cammarata                                                 |
| 12          | Extraliscio feat. Davide Toffolo            | Bianca luce nera            | Pacifico, Mirco Mariani                                                                                               |
| 13          | Lo Stato Sociale                            | Combat Pop                  | Jacopo Ettorre, Matteo Romagnoli, Alberto Cazzola, Lodo Guenzi, Francesco Draicchio, Alberto Guidetti, Enrico Roberto |
| 14          | Noemi                                       | Glicine                     | Tattroli, Ginevra Lubrano, Dario Faini, Ginevra Lubrano, Francesco Fugazza                                            |
| 15          | Malika Ayane                                | Ti piaci così               | Malika Ayane, Pacifico, Alessandra Flora, Rocco Rampino                                                               |
| 16          | Fulminacci                                  | Santa Marinella             | Fulminacci |
| 17          | Max Gazzè und Trifluoperazina Monstery Band | Il farmacista               | Francesco Gazzè, Max Gazzè, Francesco De Benedittis                                                                   |
| 18          | Fasma                                       | Parlami                     | Fasma, GG |
| 19          | Gaia                                        | Cuore amaro                 | Gaia, Daniele Dezi, Jacopo Ettore, Giorgio Spedicato                                                                  |
| 20          | Coma_Cose                                   | Fiamme negli occhi          | Fausto Zanardelli, Francesca Mesiano, Fabio Dalè, Carlo Frigerio                                                      |
| 21          | Ghemon                                      | Momento perfetto            | Ghemon, Giuseppe Seccia, Simone Privitera, Daniele Raciti                                                             |
| 22          | Francesco Renga                             | Quando trovo te             | Francesco Renga, Roberto Casalino, Dario Faini                                                                        |
| 23          | Gio Evan                                    | Arnica                      | Gio Evan, Francesco Catitti                                                                                           |
| 24          | Bugo                                        | E invece sì                 | Andrea Bonomo, Bugo, Simone Bertolotti                                                                                |
| 25          | Aiello                                      | Ora                         | Aiello |
| 26          | Random                                      | Torno a te                  | Random, Zenith |

### KategorieNuove Proposte
Das Teilnehmerfeld der Newcomer-Kategorie setzte sich aus den sechs Finalisten des Wettbewerbs Sanremo Giovani 2020 und zwei der Finalisten des Wettbewerbs Area Sanremo 2020 (Elena Faggi und Dellai) zusammen. Das Finale von Sanremo Giovani fand am 17. Dezember 2020 im Kasino von Sanremo statt und wurde auf Rai 1 ausgestrahlt; das Ergebnis wurde von Fernsehjury (bestehend aus Luca Barbarossa, Beatrice Venezi und Piero Pelù), Musikkommission und Televoting bestimmt.
| Platzierung | Interpret     | Lied               | Autoren                                                             |
| ----------- | ------------- | ------------------ | ------------------------------------------------------------------- |
| 1           | Gaudiano      | Polvere da sparo   | Gaudiano, Francesco Cataldo                                         |
| 2           | Davide Shorty | Regina             | Davide Shorty, Emanuele Triglia, Claudio Guarcello, Davide Savarese |
| 3           | Folcast       | Scopriti           | Folcast, Tommaso Colliva, Raffaele Scogna                           |
| 4           | Wrongonyou    | Lezioni di volo    | Wrongonyou, Adel Al Kassem, Riccardo Scirè                          |
|             | Avincola      | Goal!              | Avincola                                                            |
|             | Elena Faggi   | Che ne so          | Elena Faggi, Francesco Faggi                                        |
|             | Dellai        | Io sono Luca       | Matteo Dellai, Luca Dellai                                          |
|             | Greta Zuccoli | Ogni cosa sa di te | Greta Zuccoli                                                       |

## Preise

### KategorieCampioni
- Sieger: Måneskin – Zitti e buoni
- Kritikerpreis „Mia Martini“: Willie Peyote – Mai dire mai (La locura)
- Pressepreis „Lucio Dalla“: Colapesce & Dimartino – Musica leggerissima
- Premio “Sergio Bardotti” für den besten Text: Madame – Voce
- Premio “Giancarlo Bigazzi” für die beste Komposition: Ermal Meta – Un milione di cose da dirti
- Premio Lunezia für den besten Text: Madame – Voce[6]
- Premio “Nilla Pizzi” für die beste Interpretation: La Rappresentante di Lista – Amare[7]

### KategorieNuove Proposte
- Sieger: Gaudiano – Polvere da sparo
- Kritikerpreis „Mia Martini“: Wrongonyou – Lezioni di volo
- Pressepreis „Lucio Dalla“: Davide Shorty – Regina
- Premio Lunezia für den besten Text: Davide Shorty – Regina[6]
- Premio “Enzo Jannacci” für die beste Interpretation: Davide Shorty – Regina[8]

### Lebenswerk
- Premio Città di Sanremo: Fiorello

## Abende

### Erster Abend
Am ersten Abend traten 13 der 26 Teilnehmer der Hauptkategorie mit ihren Beiträgen auf, die von der demoskopischen Jury bewertet wurden. Außerdem traten vier der Newcomer auf, von denen zwei nach einer kombinierten Abstimmung aus Pressejury, demoskopischer Jury und Televoting in die Finalrunde gelangten. Komoderatorin war die Schauspielerin Matilda De Angelis.

#### Auftritte derCampioni
| Reihenfolge des Auftritts | Interpret                                   | Lied                | Platzierung (Demoskop. Jury) |
| ------------------------- | ------------------------------------------- | ------------------- | ---------------------------- |
| 1                         | Arisa                                       | Potevi fare di più  | 6.                           |
| 2                         | Colapesce & Dimartino                       | Musica leggerissima | 9.                           |
| 3                         | Aiello                                      | Ora                 | 13.                          |
| 4                         | Francesca Michielin & Fedez                 | Chiamami per nome   | 4.                           |
| 5                         | Max Gazzè und Trifluoperazina Monstery Band | Il farmacista       | 8.                           |
| 6                         | Noemi                                       | Glicine             | 2.                           |
| 7                         | Madame                                      | Voce                | 11.                          |
| 8                         | Måneskin                                    | Zitti e buoni       | 7.                           |
| 9                         | Ghemon                                      | Momento perfetto    | 12.                          |
| 10                        | Coma_Cose                                   | Fiamme negli occhi  | 10.                          |
| 11                        | Annalisa                                    | Dieci               | 1.                           |
| 12                        | Francesco Renga                             | Quando trovo te     | 5.                           |
| 13                        | Fasma                                       | Parlami             | 3.                           |

#### Auftritte derNuove Proposte
| Reihenfolge des Auftritts | Interpret   | Lied             | Abstimmungsergebnisse | Abstimmungsergebnisse | Abstimmungsergebnisse | Abstimmungsergebnisse |
| Reihenfolge des Auftritts | Interpret   | Lied             | Demoskop. Jury (33 %) | Pressejury (33 %)     | Televoting (34 %)     | Insgesamt             |
| ------------------------- | ----------- | ---------------- | --------------------- | --------------------- | --------------------- | --------------------- |
| 1                         | Gaudiano    | Polvere da sparo | 26,2578 %             | 26,1958 %             | 36,8805 %             | 29,8491 %             |
| 2                         | Elena Faggi | Che ne so        | 23,4178 %             | 22,7899 %             | 17,2808 %             | 21,1240 %             |
| 3                         | Avincola    | Goal!            | 24,2747 %             | 24,1673 %             | 22,3661 %             | 23,5903 %             |
| 4                         | Folcast     | Scopriti         | 26,0497 %             | 26,8470 %             | 23,4726 %             | 25,4366 %             |

#### Gäste
- Diodato (Sänger)
- Zlatan Ibrahimović (Fußballer)
- Alessia Bonari (Krankenpflegerin)
- Loredana Bertè (Sängerin)
- Achille Lauro (Rapper)
- Musikkapelle der italienischen Staatspolizei mit Olga Sacharowa (Geigerin) und Stefano Di Battista (Jazzsaxophonist)

### Zweiter Abend
Am zweiten Abend traten die verbliebenen 13 Teilnehmer der Hauptkategorie auf und wurden ebenfalls von der demoskopischen Jury bewertet. Irama konnte aufgrund eines Coronafalls in seinem Team nicht live auftreten, stattdessen wurde die Aufnahme der Generalprobe gezeigt. Außerdem traten die verbliebenen vier Newcomer auf, von denen wieder zwei nach kombinierter Abstimmung aus Pressejury, demoskopischer Jury und Televoting in die Finalrunde gelangten. Komoderatorin des Abends war die Sängerin Elodie.

#### Auftritte derCampioni
| Reihenfolge des Auftritts | Interpret                        | Lied                        | Platzierung (Demoskop. Jury) |
| ------------------------- | -------------------------------- | --------------------------- | ---------------------------- |
| 1                         | Orietta Berti                    | Quando ti sei innamorato    | 11.                          |
| 2                         | Bugo                             | E invece sì                 | 13.                          |
| 3                         | Gaia                             | Cuore amaro                 | 6.                           |
| 4                         | Lo Stato Sociale                 | Combat Pop                  | 4.                           |
| 5                         | La Rappresentante di Lista       | Amare                       | 8.                           |
| 6                         | Malika Ayane                     | Ti piaci così               | 3.                           |
| 7                         | Extraliscio feat. Davide Toffolo | Bianca luce nera            | 9.                           |
| 8                         | Ermal Meta                       | Un milione di cose da dirti | 1.                           |
| 9                         | Random                           | Torno a te                  | 12.                          |
| 10                        | Fulminacci                       | Santa Marinella             | 7.                           |
| 11                        | Willie Peyote                    | Mai dire mai (La locura)    | 5.                           |
| 12                        | Gio Evan                         | Arnica                      | 10.                          |
| 13*                       | Irama                            | La genesi del tuo colore    | 2.                           |

#### Auftritte derNuove Proposte
| Reihenfolge des Auftritts | Interpret     | Lied               | Abstimmungsergebnisse | Abstimmungsergebnisse | Abstimmungsergebnisse | Abstimmungsergebnisse |
| Reihenfolge des Auftritts | Interpret     | Lied               | Demoskop. Jury (33 %) | Pressejury (33 %)     | Televoting (34 %)     | Insgesamt             |
| ------------------------- | ------------- | ------------------ | --------------------- | --------------------- | --------------------- | --------------------- |
| 1                         | Wrongonyou    | Lezioni di volo    | 26,0055 %             | 26,5936 %             | 24,4455 %             | 25,6692 %             |
| 2                         | Greta Zuccoli | Ogni cosa sa di te | 23,7751 %             | 23,4176 %             | 25,9756 %             | 24,4053 %             |
| 3                         | Davide Shorty | Regina             | 24,9970 %             | 26,8173 %             | 30,5095 %             | 27,4720 %             |
| 4                         | Dellai        | Io sono Luca       | 25,2224 %             | 23,1715 %             | 19,0693 %             | 22,4536 %             |

#### Gäste
- Laura Pausini (Sängerin)
- Il Volo (Gesangstrio), Andrea Morricone (Dirigent), Nello Salza (Trompeter)
- Alex Schwazer (Leichtathlet)
- Gigliola Cinquetti (Sängerin), Fausto Leali (Sänger), Marcella Bella (Sängerin)
- Gigi D’Alessio (Sänger) mit den Rappern Enzo Dong, Ivan Granatino, Lele Blade und Samurai Jay
- Achille Lauro (Rapper) mit Claudio Santamaria (Schauspieler) und Francesca Barra (Journalistin)
- Cristiana Girelli (Fußballerin)

### Dritter Abend
Der dritte Abend war der canzone d’autore gewidmet. Die 26 Teilnehmer der Hauptkategorie traten jeweils mit einer Coverversion eines frei gewählten Liedes aus der Geschichte des italienischen Autorenliedes auf. Dabei konnten sie gemeinsam mit Gästen auftreten. Die Coverversionen wurden von den Orchestermusikern bewertet; das Abstimmungsergebnis floss für die Teilnehmer auch in die Gesamtwertung im Finale ein. Komoderatorin des Abends war Vittoria Ceretti.

#### Auftritte derCampioni
| Reihenfolge des Auftritts | Interpret (Gast)                                                                                    | Lied (Originalinterpret) | Platzierung (Orchester) |
| ------------------------- | --------------------------------------------------------------------------------------------------- | --- | ----------------------- |
| 1                         | Noemi (Neffa)                                                                                       | Prima di andare via (Neffa) | 17.                     |
| 2                         | Fulminacci (Valerio Lundini und Roy Paci)                                                           | Penso positivo (Jovanotti) | 15.                     |
| 3                         | Francesco Renga (Casadilego)                                                                        | Una ragione di più (Ornella Vanoni) | 19.                     |
| 4                         | Extraliscio feat. Davide Toffolo (Peter Pichler)                                                    | Medley Rosamunda (Gabriella Ferri) | 3.                      |
| 5                         | Fasma (Nesli)                                                                                       | La fine (Nesli) | 20.                     |
| 6                         | Bugo (Pinguini Tattici Nucleari)                                                                    | Un’avventura (Lucio Battisti) | 23.                     |
| 7                         | Francesca Michielin & Fedez                                                                         | Medley aus Del verde (Calcutta) / Le cose in comune (Daniele Silvestri) / Fiumi di parole (Jalisse) / Non amarmi (Aleandro Baldi und Francesca Alotta) / Felicità (Al Bano & Romina Power) | 21.                     |
| 8                         | Irama                                                                                               | Cirano (Francesco Guccini) | 13.                     |
| 9                         | Måneskin (Manuel Agnelli)                                                                           | Amandoti (CCCP – Fedeli alla linea) | 6.                      |
| 10                        | Random (The Kolors)                                                                                 | Ragazzo fortunato (Jovanotti) | 24.                     |
| 11                        | Willie Peyote (Samuele Bersani)                                                                     | Giudizi universali (Samuele Bersani) | 4.                      |
| 12                        | Orietta Berti (Le Deva)                                                                             | Io che amo solo te (Sergio Endrigo) | 2.                      |
| 13                        | Gio Evan (Teilnehmer von The Voice Senior: Erminio Sinni, Elena Ferretti, Ann Harper, Gianni Pera)  | Gli anni (883) | 24.                     |
| 14                        | Ghemon (Neri per Caso)                                                                              | Medley aus Le ragazze (Neri per Caso) / Donne (Zucchero) / Acqua e sapone (Stadio) / La canzone del sole (Lucio Battisti)                                                                  | 10.                     |
| 15                        | La Rappresentante di Lista (Donatella Rettore)                                                      | Splendido splendente (Donatella Rettore) | 9.                      |
| 16                        | Arisa (Michele Bravi)                                                                               | Quando (Pino Daniele) | 5.                      |
| 17                        | Madame                                                                                              | Prisencolinensinainciusol (Adriano Celentano) | 18.                     |
| 18                        | Lo Stato Sociale (Emanuela Fanelli, Francesco Pannofino und Beschäftigte der Veranstaltungsbranche) | Non è per sempre (Afterhours) | 11.                     |
| 19                        | Annalisa (Federico Poggipollini)                                                                    | La musica è finita (Ornella Vanoni) | 7.                      |
| 20                        | Gaia (Lous and the Yakuza)                                                                          | Mi sono innamorato di te (Luigi Tenco) | 12.                     |
| 21                        | Colapesce & Dimartino                                                                               | Povera patria (Franco Battiato) | 14.                     |
| 22                        | Coma_Cose (Alberto Radius und Mamakass)                                                             | Il mio canto libero (Lucio Battisti) | 26.                     |
| 23                        | Max Gazzè und Trifluoperazina Monstery Band (Daniele Silvestri und M. M. B.)                        | Del mondo (C.S.I.) | 8.                      |
| 24                        | Malika Ayane                                                                                        | Insieme a te non ci sto più (Caterina Caselli) | 16.                     |
| 25                        | Ermal Meta (Napoli Mandolin Orchestra)                                                              | Caruso (Lucio Dalla) | 1.                      |
| 26                        | Aiello (Vegas Jones)                                                                                | Gianna (Rino Gaetano) | 22.                     |

#### Gäste
- Negramaro (Band)
- Antonella Ferrari (Schauspielerin)
- Valeria Fabrizi (Schauspielerin)
- Siniša Mihajlović (Fußballtrainer)
- Donato Grande (Rollstuhlfußballer)
- Achille Lauro (Rapper) mit Emma Marrone (Sängerin) und Monica Guerritore (Schauspielerin)

### Vierter Abend
Am vierten Abend traten alle 26 Teilnehmer der Hauptkategorie erneut mit ihrem Beitrag auf und wurden von der Pressejury bewertet. Irama konnte weiterhin nur mit der Aufnahme der Generalprobe „auftreten“. Außerdem traten die vier Finalisten der Newcomer-Kategorie noch einmal mit ihren Beiträgen auf, aus denen in kombinierter Abstimmung aus Pressejury, demoskopischer Jury und Televoting der Siegerbeitrag bestimmt wurde. Komoderatorin des Abends war die Journalistin Barbara Palombelli.

#### Auftritte derCampioni
| Reihenfolge des Auftritts | Interpret                                   | Lied                        | Platzierung (Pressejury) |
| ------------------------- | ------------------------------------------- | --------------------------- | ------------------------ |
| 1                         | Annalisa                                    | Dieci                       | 17.                      |
| 2                         | Aiello                                      | Ora                         | 25.                      |
| 3                         | Måneskin                                    | Zitti e buoni               | 2.                       |
| 4                         | Noemi                                       | Glicine                     | 6.                       |
| 5                         | Orietta Berti                               | Quando ti sei innamorato    | 12.                      |
| 6                         | Colapesce & Dimartino                       | Musica leggerissima         | 1.                       |
| 7                         | Max Gazzè und Trifluoperazina Monstery Band | Il farmacista               | 14.                      |
| 8                         | Willie Peyote                               | Mai dire mai (La locura)    | 3.                       |
| 9                         | Malika Ayane                                | Ti piaci così               | 9.                       |
| 10                        | La Rappresentante di Lista                  | Amare                       | 4.                       |
| 11                        | Madame                                      | Voce                        | 10.                      |
| 12                        | Arisa                                       | Potevi fare di più          | 7.                       |
| 13                        | Coma_Cose                                   | Fiamme negli occhi          | 13.                      |
| 14                        | Fasma                                       | Parlami                     | 21.                      |
| 15                        | Lo Stato Sociale                            | Combat pop                  | 15.                      |
| 16                        | Francesca Michielin & Fedez                 | Chiamami per nome           | 11.                      |
| 17                        | Irama                                       | La genesi del tuo colore    | 8.                       |
| 18                        | Extraliscio feat. Davide Toffolo            | Bianca luce nera            | 18.                      |
| 19                        | Ghemon                                      | Momento perfetto            | 19.                      |
| 20                        | Francesco Renga                             | Quando trovo te             | 22.                      |
| 21                        | Gio Evan                                    | Arnica                      | 24.                      |
| 22                        | Ermal Meta                                  | Un milione di cose da dirti | 5.                       |
| 23                        | Bugo                                        | E invece sì                 | 23.                      |
| 24                        | Fulminacci                                  | Santa Marinella             | 16.                      |
| 25                        | Gaia                                        | Cuore amaro                 | 20.                      |
| 26                        | Random                                      | Torno a te                  | 26.                      |

#### Auftritte derNuove Proposte
| Reihenfolge des Auftritts | Interpret     | Lied             | Abstimmungsergebnisse | Abstimmungsergebnisse | Abstimmungsergebnisse | Abstimmungsergebnisse |
| Reihenfolge des Auftritts | Interpret     | Lied             | Demoskop. Jury (33 %) | Pressejury (33 %)     | Televoting (34 %)     | Insgesamt             |
| ------------------------- | ------------- | ---------------- | --------------------- | --------------------- | --------------------- | --------------------- |
| 1                         | Davide Shorty | Regina           | 24,2283 %             | 24,9610 %             | 27,0668 %             | 25,4352 %             |
| 2                         | Folcast       | Scopriti         | 24,1599 %             | 24,7379 %             | 23,3570 %             | 24,0777 %             |
| 3                         | Gaudiano      | Polvere da sparo | 25,8344 %             | 24,5594 %             | 33,4579 %             | 28,0056 %             |
| 4                         | Wrongonyou    | Lezioni di volo  | 25,7774 %             | 25,7417 %             | 16,1183 %             | 22,4815 %             |

#### Gäste
- Beatrice Venezi (Dirigentin)
- Zlatan Ibrahimović (Fußballer)
- Achille Lauro (Rapper) mit Boss Doms (Musikproduzent)
- Mahmood (Sänger)
- Emma Marrone, Alessandra Amoroso (Sängerinnen)
- Enzo Avitabile (Musiker)
- Matilde Gioli (Schauspielerin)

### Fünfter Abend
Im Finale gab es eine letzte Aufführung sämtlicher 26 Beiträge. Nach einer Televoting-Abstimmung wurde aus den Ergebnissen aller Abende die Rangliste der Positionen 26–4 bekanntgegeben. Die drei höchstplatzierten Beiträge gelangten in die Endrunde, in der noch einmal abgestimmt wurde, wobei Televoting, Pressejury und demoskopische Jury kombiniert wurden. Komoderatorin des Abends war die Journalistin Giovanna Botteri.

#### Auftritte derCampioni
| Reihenfolge des Auftritts | Interpret                                   | Lied                        | Abstimmungsergebnisse              | Abstimmungsergebnisse      | Abstimmungsergebnisse       | Abstimmungsergebnisse       | Abstimmungsergebnisse |
| Reihenfolge des Auftritts | Interpret                                   | Lied                        | Demoskop. Jury (1./2. Abend, 25 %) | Orchester (3. Abend, 25 %) | Pressejury (4. Abend, 25 %) | Televoting (5. Abend, 25 %) | Insgesamt             |
| ------------------------- | ------------------------------------------- | --------------------------- | ---------------------------------- | -------------------------- | --------------------------- | --------------------------- | --------------------- |
| 1                         | Ghemon                                      | Momento perfetto            | 25.                                | 10.                        | 19.                         | 1,1256 %                    | 3,0060 %              |
| 2                         | Gaia                                        | Cuore amaro                 | 12.                                | 12.                        | 20.                         | 1,1152 %                    | 3,1578 %              |
| 3                         | Irama                                       | La genesi del tuo colore    | 3.                                 | 13.                        | 8.                          | 7,7377 %                    | 5,1047 %              |
| 4                         | Gio Evan                                    | Arnica                      | 21.                                | 24.                        | 24.                         | 1,0123 %                    | 2,5863 %              |
| 5                         | Ermal Meta                                  | Un milione di cose da dirti | 1.                                 | 1.                         | 5.                          | 8,4830 %                    | 5,5969 %              |
| 6                         | Fulminacci                                  | Santa Marinella             | 13.                                | 15.                        | 16.                         | 1,7378 %                    | 3,3584 %              |
| 7                         | Francesco Renga                             | Quando trovo te             | 10.                                | 19.                        | 22.                         | 1,1212 %                    | 2,8716 %              |
| 8                         | Extraliscio feat. Davide Toffolo            | Bianca luce nera            | 19.                                | 3.                         | 18.                         | 2,2892 %                    | 3,6017 %              |
| 9                         | Colapesce & Dimartino                       | Musica leggerissima         | 17.                                | 14.                        | 1.                          | 8,0953 %                    | 5,1405 %              |
| 10                        | Malika Ayane                                | Ti piaci così               | 4.                                 | 16.                        | 9.                          | 1,1274 %                    | 3,3983 %              |
| 11                        | Francesca Michielin & Fedez                 | Chiamami per nome           | 7.                                 | 21.                        | 11.                         | 16,0227 %                   | 6,8620 %              |
| 12                        | Willie Peyote                               | Mai dire mai (La locura)    | 9.                                 | 4.                         | 3.                          | 5,8623 %                    | 4,8034 %              |
| 13                        | Orietta Berti                               | Quando ti sei innamorato    | 22.                                | 2.                         | 12.                         | 4,0530 %                    | 4,0968 %              |
| 14                        | Arisa                                       | Potevi fare di più          | 11.                                | 5.                         | 7.                          | 3,2941 %                    | 4,0253 %              |
| 15                        | Bugo                                        | E invece sì                 | 24.                                | 23.                        | 23.                         | 0,8980 %                    | 2,4783 %              |
| 16                        | Måneskin                                    | Zitti e buoni               | 15.                                | 6.                         | 2.                          | 13,0198 %                   | 6,4505 %              |
| 17                        | Madame                                      | Voce                        | 20.                                | 18.                        | 10.                         | 5,3677 %                    | 4,1590 %              |
| 18                        | La Rappresentante di Lista                  | Amare                       | 14.                                | 9.                         | 4.                          | 2,6755 %                    | 3,8038 %              |
| 19                        | Annalisa                                    | Dieci                       | 2.                                 | 7.                         | 17.                         | 4,7235 %                    | 4,3770 %              |
| 20                        | Coma_Cose                                   | Fiamme negli occhi          | 18.                                | 26.                        | 13.                         | 2,6651 %                    | 3,0862 %              |
| 21                        | Lo Stato Sociale                            | Combat pop                  | 8.                                 | 11.                        | 15.                         | 1,7932 %                    | 3,5331 %              |
| 22                        | Random                                      | Torno a te                  | 23.                                | 25.                        | 26.                         | 0,4485 %                    | 2,2326 %              |
| 23                        | Max Gazzè und Trifluoperazina Monstery Band | Il farmacista               | 16.                                | 8.                         | 14.                         | 0,6591 %                    | 3,1641 %              |
| 24                        | Noemi                                       | Glicine                     | 5.                                 | 17.                        | 6.                          | 1,5993 %                    | 3,4931 %              |
| 25                        | Fasma                                       | Parlami                     | 6.                                 | 20.                        | 21.                         | 1,6896 %                    | 3,1616 %              |
| 26                        | Aiello                                      | Ora                         | 26.                                | 22.                        | 25.                         | 1,3839 %                    | 2,4514 %              |

| Interpret                   | Lied                        | Abstimmungsergebnisse | Abstimmungsergebnisse | Abstimmungsergebnisse | Abstimmungsergebnisse |
| Interpret                   | Lied                        | Demoskop. Jury (33 %) | Pressejury (33 %)     | Televoting (34 %)     | Insgesamt             |
| --------------------------- | --------------------------- | --------------------- | --------------------- | --------------------- | --------------------- |
| Måneskin                    | Zitti e buoni               | 32,9734 %             | 35,1571 %             | 53,5272 %             | 40,6823 %             |
| Francesca Michielin & Fedez | Chiamami per nome           | 33,1317 %             | 30,1347 %             | 28,2607 %             | 30,4866 %             |
| Ermal Meta                  | Un milione di cose da dirti | 33,8949 %             | 34,7082 %             | 18,2121 %             | 28,8311 %             |

#### Gäste
- Musikkapelle der Marina Militare
- Urban Theory (Tanzcrew)
- Serena Rossi (Schauspielerin)
- Zlatan Ibrahimović (Fußballer)
- Ornella Vanoni (Sängerin)
- Francesco Gabbani (Sänger)
- Tecla Insolia (Sängerin)
- Achille Lauro (Rapper)
- Alberto Tomba und Federica Pellegrini (Sportler)
- Umberto Tozzi (Sänger)
- Riccardo Fogli, Michele Zarrillo, Paolo Vallesi (Sänger)
- Dardust (Musiker)

## Einschaltquoten
Italienische Einschaltquoten gemäß Auditel-Erhebungen:
| Ausstrahlung | Durchschnitt | Durchschnitt |
| Ausstrahlung | Zuschauer    | Quoten       |
| ------------ | ------------ | ------------ |
| 2. März 2021 | 8.363.000    | 46,6 %       |
| 3. März 2021 | 7.586.000    | 42,1 %       |
| 4. März 2021 | 7.653.000    | 44,3 %       |
| 5. März 2021 | 8.014.000    | 44,7 %       |
| 6. März 2021 | 10.715.000   | 53,5 %       |
| Durchschnitt | 8.470.000    | 46,24 %      |

## Belege
1. ↑  Sanremo 70 + 1: un lungo viaggio tra voci e note. Rai, 9. Februar 2021, abgerufen am 9. Februar 2021 (italienisch).
2. ↑  Silvia Fumarola: Sanremo 2021, confermati Amadeus e Fiorello la coppia dei record. In: Repubblica.it. 16. Juli 2020, abgerufen am 16. Dezember 2020 (italienisch).
3. ↑  Claudia Fascia: Amadeus, Sanremo procede, con me Lauro, Elodie e Ibra. ANSA, 29. Dezember 2020, abgerufen am 5. Januar 2021 (italienisch).
4. ↑  Sanremo. Protocollo Rai: niente pubblico all'Ariston, domani invio al Cts. In: Rai News. 1. Februar 2021, abgerufen am 9. Februar 2021 (italienisch).
5. 1 2  Sanremo 2021, tutti gli autori delle canzoni in gara. In: Rockol.it. 9. Februar 2021, abgerufen am 9. Februar 2021 (italienisch).
6. 1 2  Sanremo, il Premio Lunezia va a Madame per il brano ‘Voce’. In: La Nazione. 28. Februar 2021, abgerufen am 1. März 2021 (italienisch).
7. ↑  Festival di Sanremo 2021, vincono i Måneskin con “Zitti e buoni”. In: Eurofestivalnews. 7. März 2021, abgerufen am 7. März 2021 (italienisch).
8. ↑  Sanremo 2021, a Davide Shorty il Premio Enzo Jannacci di NUOVOIMAIE. In: Rockol.it. 4. März 2021, abgerufen am 7. März 2021 (italienisch).
9. 1 2 3  Esito Votazioni Nuove Proposte Festival Sanremo 2021. (PDF) Rai, abgerufen am 6. März 2021 (italienisch).
10. ↑  Sanremo: Irama in gara con video, ok da case discografiche - Liguria. ANSA, 3. März 2021, abgerufen am 4. März 2021 (italienisch).
11. 1 2  Risultato Votazioni Sanremo 2021. (PDF) Rai, abgerufen am 7. März 2021 (italienisch).
12. ↑  Fabio Fabbretti: Ascolti Sanremo 2021: prima serata del 2 marzo. In: DavideMaggio.it. 3. März 2021, abgerufen am 3. März 2021 (italienisch).
13. ↑  Fabio Fabbretti: Ascolti Sanremo 2021: seconda serata del 3 marzo. In: DavideMaggio.it. 4. März 2021, abgerufen am 4. März 2021 (italienisch).
14. ↑  Fabio Fabbretti: Ascolti Sanremo 2021: terza serata del 4 marzo. In: DavideMaggio.it. 5. März 2021, abgerufen am 5. März 2021 (italienisch).
15. ↑  Fabio Fabbretti: Ascolti Sanremo 2021: quarta serata del 5 marzo. In: DavideMaggio.it. 6. März 2021, abgerufen am 6. März 2021 (italienisch).
16. ↑  Stefania Stefanelli: Ascolti TV, Sabato 6 marzo 2021. La Finale del Festival di Sanremo 2021 al 53.5% con 10.7 mln di spettatori (-7% rispetto al record del 2020). In: DavideMaggio.it. 7. März 2021, abgerufen am 7. März 2021 (italienisch).